# Franz Rupp
Pour les articles homonymes, voir Rupp.
Franz Rupp (Schongau, 24 février 1901 – New York, 27 mai 1992) est un pianiste allemand naturalisé américain, spécialisé dans l'accompagnement de chanteurs et la musique de chambre.

## Biographie
Franz Rupp est né à Schongau en Bavière. Il est le fils de Ludwig et Lina Rupp née Gartner. En 1912, son père est muté à Munich. Rupp y étudie à l'Akademie der Tonkunst de 1916 à 1922. Parmi ses professeurs on trouve August Schmid-Lindner (de), Friedrich Klose et Walter Courvoisier. 
En 1920, avec le violoniste Willy Burmester, il entreprend sa première tournée américaine. Dès 1926, il vit à Berlin et établit sa réputation d'accompagnateur. Il épouse la cantatrice originaire de Varsovie, Stephanie Schwarz en 1930. De 1927 à 1934, il est le principal du fameux baryton allemand Heinrich Schlusnus, mais il rompt sa collaboration avec le chanteur, après la prise de pouvoir des nazis. La femme de Rupp étant juive, il était interdit de représentation publique. Cependant, il accompagne le violoniste et compositeur autrichien Fritz Kreisler, dans une tournée en Amérique du Sud, en 1935. Kreisler et Rupp ont enregistré la première intégrale les Sonates pour violon de Beethoven, à Londres en 1935 et 1936.
Rupp a également accompagné les chanteurs : Lotte Lehmann, Sigrid Onégin, Maria Stader et Beniamino Gigli. Il était hautement estimé comme musicien de chambre, et a joué, parmi d'autres avec les violoncellistes Emanuel Feuermann, Pablo Casals et l'altiste William Primrose. Il a aussi joué avec de nombreux chefs d'orchestre allemand, dont Wilhelm Furtwängler.
En 1938, il s'installe définitivement à New York et devient bientôt le principal accompagnateur de la contralto Marian Anderson, pendant vingt-cinq ans, jusqu'à sa retraite en 1965. Anderson évoque Franz et Stephanie Rupp dans son autobiographie, My Lord, What a Morning.
Rupp est titulaire d'une classe de musique de chambre et d'accompagnement du lied, au Curtis Institute of Music de Philadelphia où il enseigne de 1945 à 1952, puis de nouveau en 1968.
Après le décès de première femme, Rupp épouse Sylvia Stone en 1976.
Son dernier enregistrement (1979), plus de quarante ans après ses fameuses gravures avec Fritz Kreisler, a été de nouveau celui des dix sonates de Beethoven, cette fois, avec le violoniste japonais Takaya Urakawa.
Sa dernière apparition publique est au Lockenhaus Festival en Autriche en 1985, où il accompagnait l'altiste Rivka Golani. Rupp vivait à Manhattan jusqu'à sa mort à l'âge de 91 ans.

## Enregistrements
Les gravures du début des années 1930 avec Schlusnus ont été rééditées chez Preiser, celles avec Anderson, enregistrées dans les années 1940 et 1950 chez RCA et Nimbus.
- Isaac Albeniz, Tango extrait de la Suite España, op. 165, Georg Kulenkampff, violon, Franz Rupp, piano (Telefunken master 19191)
- Ludwig van Beethoven, Sonates pour violon - Fritz Kreisler, violon, Franz Rupp, piano (HMV D.B 2554-2560, "The Beethoven Violin Sonata Society")
- Ludwig van Beethoven, Sonates pour violon, Takaya Urakawa, violon, Franz Rupp, piano (Indie (Japon) B006C0P0W0)
- Johannes Brahms, Gestillte Sehnsucht et Geistliches Wiegenlied, op. 91 - Marian Anderson, contralto, William Primrose, alto, Franz Rupp, piano (2 78t RCA Victor M 882)
- Carry Me Back to Old Virginny - Marian Anderson, contralto, Gregor Piatigorsky, violoncelle, Franz Rupp, piano
- Georg Friedrich Haendel, Caro Mio Ben/Largo extrait de Serse - Heinrich Schlusnus, baryton, Franz Rupp, organ, Staatsoper Berlin, dir. Julius Prüwer (Grammophon 6984)
- Franz Liszt, Die drei Zigeuner and O komm im Traum, Theodor Scheidl, baritone, Franz Rupp, piano
- Jules Massenet, Élégie, Marian Anderson, contralto, William Primrose viola, Franz Rupp, piano; Victor 10-1122 in set M 986 (78)
- Felix Mendelssohn, Sonate no 2 en ré majeur pour violoncelle et piano, op. 58 - Emanuel Feuermann, violoncelle, Franz Rupp, piano
- Wolfgang Amadeus Mozart, Adagio en mi majeur, KV 261 - Georg Kulenkampff, violon, Franz Rupp, piano (Grammophon 67156)
- Sergeï Rachmaninoff - In the Silent Night - Marian Anderson, contralto, William Primrose, alto, Franz Rupp, piano (78t Victor 10-1122 / coffret M 986)
- Franz Schubert, Quintette en la majeur D 667 - Franz Rupp Piano, Wilhelm Stross, violon, Valentin Hartl, alto, Anton Walter, violoncelle, Ludwig Jäger, contrebasse (Telefunken E 2113/15)
- Franz Schubert, An die Musik - Heinrich Schlusnus, baryton, Franz Rupp, piano (Polydor 62644)
- Franz Schubert, Frühlingstraum et Gretchen am Spinnrade - Hertha Glatz, contralto, Franz Rupp, piano (Victor 15247)
- Robert Schumann, Die Lotosblume, op 25, no 7 - Franz Völker, tenor, Franz Rupp, piano
- Richard Strauss, Allerseelen, op 10, no 8, Franz Völker, ténor, Franz Rupp, piano
- Richard Strauss, op. 29, 1, Traum durch die Dämmerung et op. 28, 1, Freundliche Vision, Heinrich Schlusnus, baryton, Franz Rupp piano (Grammophon 90167)